# Апокаліптична фантастика
Апокаліптична фантастика («апокаліпсис») — жанр наукової фантастики, в якому розповідається про настання якоїсь глобальної катастрофи. Перші твори цього жанру з'явилися ще в епоху романтизму початку XIX століття, але справжній розквіт жанру припав на «холодну війну» (XX століття), у зв'язку з чим класичний сюжет цього жанру оповідає про термоядерну війну.
Серед інших катастрофічних сюжетів можуть використовуватися варіанти нашестя інопланетян, повстання роботів, зомбі-апокаліпсису, пандемії, виверження вулкана тощо.

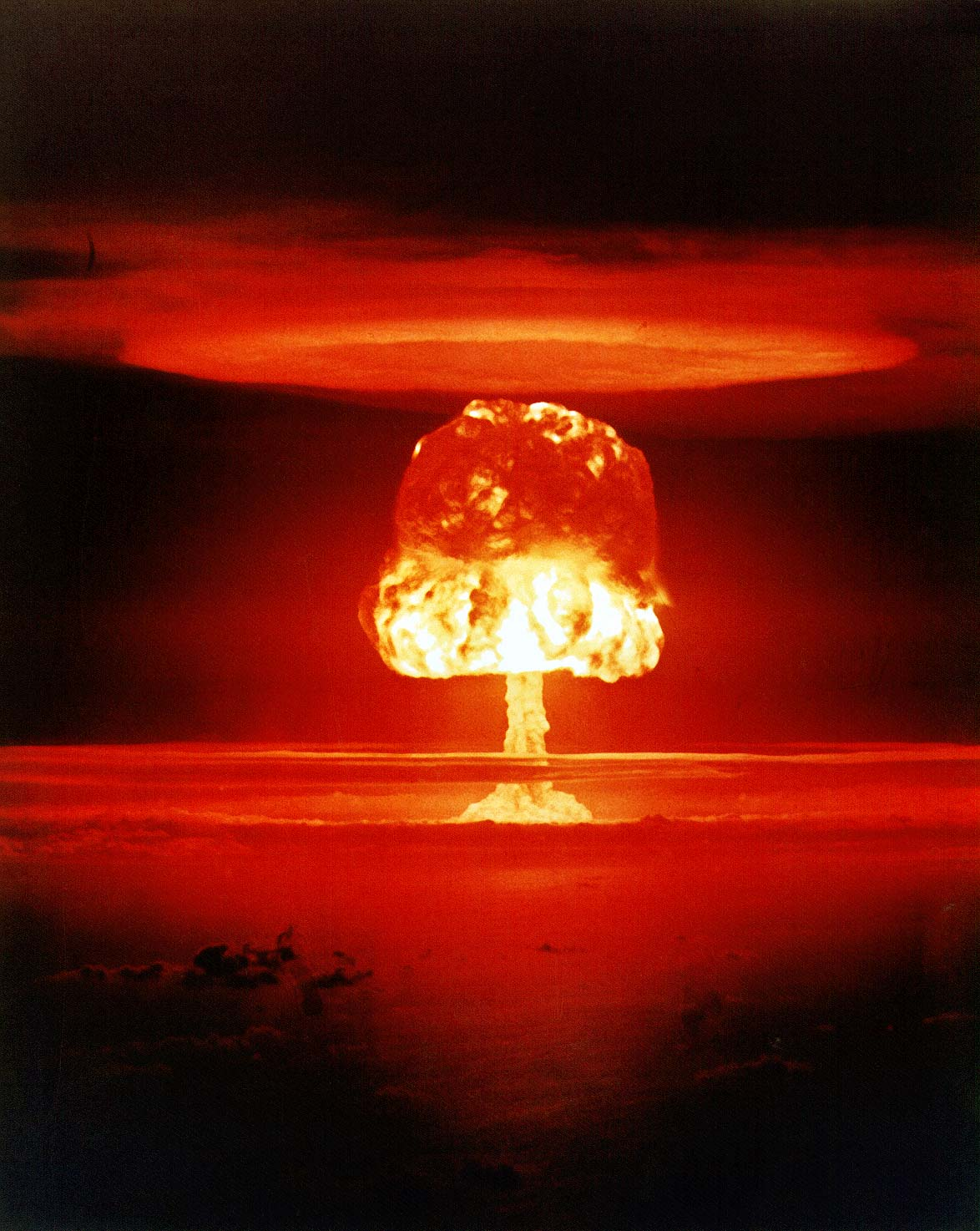
Термоядерні випробування на атолі Бікіні, 1954 рік

## Історія
1805 року з'явилася поема в прозі «Остання людина», написана Жаном-Батистом Кузеном де Гренвілем, в якій технічний прогрес призводить людство до знищення. Тема була продовжена Мері Шеллі в романі «Остання людина» (1826) — першому романі в довгому ряду творів про загибель людства від епідемії. У Росії тема «Останньої людини» (можливо, не без впливу Шеллі[1]) отримала втілення у віршах Баратинського («Остання смерть», 1827) і Фета («Ніколи», 1879).
У 1816 році вийшла поема Байрона «Тьма», яку пізніше стали вважати профетичним описом ядерної зими. На 1832 рік газетами було призначено зіткнення Землі з кометою Галлея — перша «науково передвіщена» космічна катастрофа. Ці чутки відгукнулися в оповіданнях Едгара По «Розмова Ейроса і Харміони» (1839), Володимира Одоєвського «Два дні в житті земної кулі» (1828 — комета проходить повз, але через тисячі років постаріла Земля падає на Сонце), Михайла Погодіна «Галєєва комета» (1833), в уривку Івана Гур'янова «Комета 1832 року» (1832). Можливе зіткнення з кометою популяризував у статтях і в романі «Кінець світу» Каміль Фламмаріон. Під його впливом написані роман Джорджа Гріффіта «Ольга Романова» та оповідання Герберта Уеллса «Зірка».

## Твори

#### Про інопланетне вторгнення
- Герберт Уеллс — «Війна світів»
- Грег Бір — «Божа кузня»

#### Про термоядерну війну
- Герберт Уеллс — «Звільнений світ»
- Невіл Шют — «На березі» (екранізація 1959 і 2000 року).
- Реймонд Бріггс — «Коли дме вітер» (комікс, а також однойменний анімаційний фільм)
- Мордехай Рошвальд — «Рівень 7»
- Федір Березін — трилогія «Величезний чорний корабель»
- Сергій Тармашев — «Стародавній. Катастрофа»
- Дмитро Глуховський — «Метро 2033»

#### Про техногенні катастрофи
- Ворд Мур — «Зеленіше, ніж ти гадаєш»
- Курт Воннеґут — «Колиска для кішки»
- Джон Крістофер — «Смерть трави»
- Волтер Тівіс — «Нові виміри»

#### Про природні катастрофи
- Дяченки Марина та Сергій — «Армагед-дом»
- М. Ф. Шіль — «Багряну хмару»
- Джон Крістофер — «Рваний край»
- Дафна дю Мор'є— «Птахи»
- Стівен Кінг — «Туман»
- Сакьо Комацу — «Японія тоне»
- Роберт Шеклі— «Безіменна гора»
- Джон Віндем — «День триффідів»

#### Потоп
- Гарретт Сервісс — «Другий потоп»
- Олександр Громов — «Крила черепахи»
- Джулія Бертанья — «Водний світ»

#### Новий льодовиковий період
- Джон Крістофер — «Довга зима»
- Олександр Громов — «М'яке приземлення»
- Тармашев Сергій — «Холод»

#### Епідемії
- Джек Лондон— «Шарлатова чума»
- Стівен Кінг — «Протистояння»
- Стівен Кінг — «Мобільник»

#### Космічне зіткнення
- Філіп Вайлі, Едвін Белмер — «Коли світи стикаються»
- Ларрі Нівен, Джеррі Пурнелл — «Молот Люцифера»
- Остін Аткінсон — «Зіткнення з Землею»
- Володимир Михайлов — «Тіло загрози»

#### Остигле Сонце
- Герберт Уеллс — «Машина часу»
- Габріель Тард — «Підземна людина»
- Едмонд Гамільтон — «Місто на краю світу»
- Про атомні катастрофи
- Сергій Лук'яненко — «Атомний сон»

#### Про зомбі
- Макс Брукс — «Світова війна Z»
- Джон Руссо — «Ніч живих мерців»
- Роберт Кіркман — «Ходячі мерці»
- Андрій Круз — «Епоха мертвих», «Я їду додому»
- Майк Кері — «Дари Пандори»
- Юн Айвиде Ліндквіст — «Блаженні мертві»
- Світу Грант — «Корм»
- А. Чи Мартінес — «Пекельна закусочна Джила»

### Кінематограф
Див. фільм-катастрофа

### Аніме та манга
- Ерго Проксі
- Вовчий дощ
- Євангеліон
- Навсікая з Долини вітрів
- Пустельний щур

### Ігри
- Перша лінійка серії ігор Half-Life — руйнування надсекретного науково-дослідного комплексу через невдалий науковий експеримент; вторгнення інопланетних істот з паралельних світів
- MAD (англ. Mutually Assured Destruction — взаємне гарантоване знищення, англ. mad — безумство)
- DEFCON — стратегічна гра, що представляє симулятор термоядерної війни
- Doom, Doom 2, Doom 3 — вторгнення з паралельних світів
- Fallout — світ після атомної війни